# بازی‌های آسیایی جوانان ۲۰۲۱
بازی‌های آسیایی جوانان ۲۰۲۱ یا AYG 2021 (Chinese، به‌طور رسمی سومین بازی‌های آسیایی جوانان و معمولاً به عنوان Shantou 2021 (Chinese)، یک رویداد چند ورزشی لغو شده‌است که قرار بود در سال ۲۰۲۲ در شانتو، گوانگدونگ، چین برگزار شود
شورای المپیک آسیا که در ابتدا به عنوان چهارمین بازی برنامه‌ریزی شده بود، تصمیم گرفت سومین دوره بازی‌های آسیایی جوانان را از سال ۲۰۱۷ به ۲۰۲۱ موکول کند. به دلیل ادامه همه‌گیری COVID-19، در سپتامبر ۲۰۲۱، بازی‌ها تا دسامبر ۲۰۲۲ مشابه بازی‌های آسیای جنوب شرقی ۲۰۲۱ به تعویق افتاد.
بازی‌ها به‌دلیل همه‌گیری COVID-19 در تاریخ ۶ می ۲۰۲۲ به‌طور رسمی لغو شد.

## تاریخ
هامبانتوتا، سریلانکا پس از از دست دادن رای برگزاری بازی‌های مشترک المنافع ۲۰۱۸، که به ساحل طلایی در استرالیا اعطا شد، تصمیم گرفت برای بازی‌های ۲۰۱۷ شرکت کند. در ۱۵ ژوئن ۲۰۱۲، رئیس شورای المپیک آسیا، احمد الفهد آل احمد الصباح، اعلام کرد که هامبانتوتا به عنوان میزبان بازی‌ها انتخاب شده‌است. اندونزی، قطر، تایلند، امارات متحده عربی، ازبکستان نیز برای برگزاری این بازی‌ها پیشنهاد کردند اما در نهایت ناموفق بودند.
در ۸ نوامبر ۲۰۱۲، شورای المپیک آسیا حق میزبانی بازی‌های آسیایی جوانان ۲۰۲۱ را به سورابایا، اندونزی، اعطا کرد. سورابایا زمانی که در بازی‌های آسیایی ۲۰۱۸ مقابل هانوی ویتنام شکست خورد، یک پیشنهاد ناموفق بود. پس از اینکه جاکارتا و پالمبانگ به دلیل انصراف از هانوی در دومین انتخاب میزبان بازی‌های آسیایی ۲۰۱۸ را به خود اختصاص دادند، حق بازی‌های آسیایی جوانان ۲۰۲۱ به سورابایا رد شد.
بازی‌های آسیایی جوانان ۲۰۱۷ (AYG) قرار بود یک رویداد بین‌المللی چند ورزشی باشد. در ابتدا برنامه‌ریزی شده بود که میزبان شهر هامبانتوتا، سریلانکا باشد. با این حال، میزبانی جدید برای AYG 2017، پس از از دست دادن حق میزبانی سریلانکا، قرار بود در مجمع عمومی آینده شورای المپیک آسیا تعیین شود. سریلانکا به دلیل مداخله سیاسی کمیته ملی المپیک توسط دولت، از حق میزبانی خود توسط OCA سلب شده بود. قرار بود جایگزینی سریلانکا در مجمع عمومی OCA که در سپتامبر ۲۰۱۵ برنامه‌ریزی بود، تصمیم‌گیری شود. اندونزی در ابتدا توسط OCA به عنوان میزبان پیشنهاد شد و بازی‌ها به عنوان یک رویداد آزمایشی برای بازی‌های آسیایی ۲۰۱۸ پیشنهاد شد، اما تصمیم گرفته شد که این رویداد تا سال ۲۰۲۱ به تعویق بیفتد زیرا هیچ شهر میزبانی جایگزینی پیدا نشد.
در ۳ مارس ۲۰۱۹، شورای المپیک آسیا در سی و هشتمین مجمع عمومی OCA در بانکوک، تایلند، پس از اینکه شانتو تنها شهری بود که نامزدی را اعلام کرد، حق میزبانی را به شانتو اعطا کرد.

## ورزش‌ها
۱۸ رشته ورزش زیر بخشی از این بازی‌ها هستند:
| - دوومیدانی () - دوومیدانی - شیرجه () - شنا () - واترپلو () - بسکتبال 3x3 () - بدمینتون () | - والیبال ساحلی () - Dragon boat racing () - فوتبال () - گلف () - ژیمناستیک () - هندبال () - رقص هیپ هاپ () | - صخره‌نوردی () - راگبی () - موج سواری () - تنیس روی میز () - تکواندو () - Wind Surfing () - ووشو () |